# Залісьє (Тотемський район)
Залі́сьє (рос. Залесье) — присілок у складі Тотемського району Вологодської області, Росія. Входить до складу Погоріловського сільського поселення.

## Населення
Населення — 53 особи (2010; 60 у 2002).
Національний склад (станом на 2002 рік):
- росіяни — 100 %